# Destroyer Escort
Destroyer Escort est un jeu vidéo de simulation de combat naval développé par Medalist International  et publié par MicroProse en 1989 sur Apple II, Commodore 64 et IBM PC. Le jeu se déroule pendant la Seconde Guerre mondiale et simule l’escorte d’un convoi maritime dans l’océan Atlantique. Le joueur commande un destroyer ou une corvette et tente de protéger un convoi contre les attaques de sous-marins, de navires et d’avions allemands,. Le jeu propose six missions dans lesquelles le joueur escorte différents convois allant du Royaume-Uni aux États-Unis, à Gibraltar ou à Mourmansk,.

## Accueil
| Destroyer escort |      |       |
| Média            | Pays | Notes |
| Run              | GB   | B+    |
| Info             | GB   | 3.5/5 |